# Гитега
Гитега (фр. Gitega) је главни град Бурундија. Град се налази у централном делу земље, и има око 23.000 становника. Гитега је и други по величини град Бурундија, а наследио је Буџумбуру као престоницу, 24. децембра 2018. године.

## Становништво
| Година       |
| Становништво |
| ------------ |